# 나카카와네정
나카카와네정(일본어: 中川根町)은 일본 시즈오카현 하이바라군 중부에 위치했던 정이다. 현재의 가와네혼정에 해당한다.

## 역사
- 1889년 3월 1일 - 가미나가오 촌, 쿠노와키 촌, 시모나가오 촌, 미즈카와 촌, 후지카와 촌이 합병해 하이바라군 나카가와네촌이 촌제를 시행하였다.
- 1956년 9월 30일 - 나카가와네촌이 도쿠야마촌을 편입하였다.
- 1962년 4월 1일 - 정으로 승격해 나카가와네정이 되었다.
- 2005년 9월 20일 - 가와네혼정, 혼카와네정과 합병해 가와네혼정이 되었다.

## 교통

### 철도
- 오이가와 철도
  - 오이가와 본선
  - 이카와 선

### 도로
- 국도 362호선
- 국도 473호선

## 참고 문헌
- 角川日本地名大辞典編纂委員会,『角川日本地名大辞典 22 静岡県』, 角川書店, 1978年, ISBN 4-04-001220-8